# 京城府民館

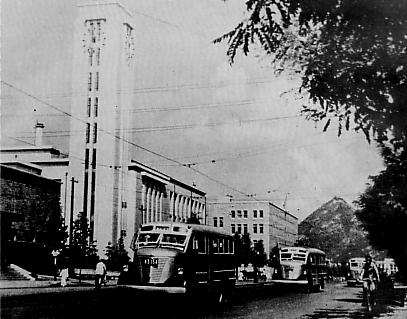
当時の京城府民館（1935年 - 1945年）。

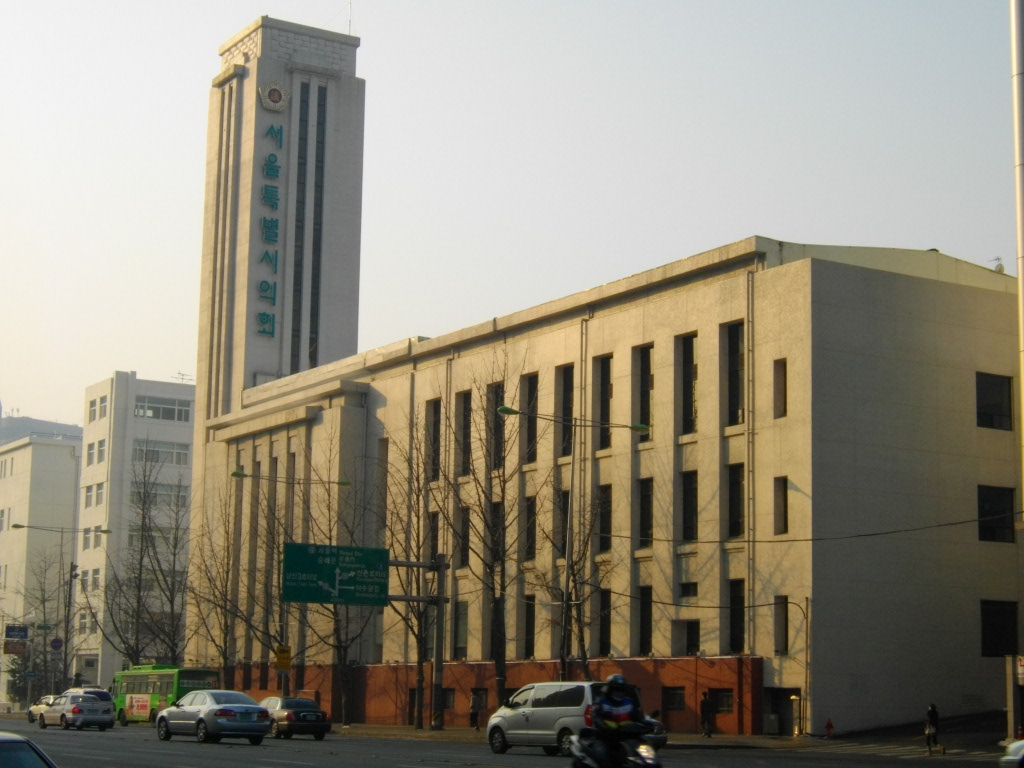
ソウル特別市議会会館（2009年撮影）。

京城府民館（けいじょうふみんかん、朝鮮語: 경성부민관）は、かつて日本統治時代の朝鮮の京城府（現在の大韓民国ソウル特別市）による多目的ホールとして建設された建築物である。常設映画館としても使用されていた時期がある。
第二次世界大戦後も建物は現存し、現在はソウル特別市議会庁舎として使用されているほか、大韓民国登録文化財第11号に指定されている。

## データ
- 所在地 : 朝鮮京城府太平通1丁目3番地[1]
  - 現在の大韓民国ソウル特別市中区太平路1街60-1（世宗大路125）
- 総工費 : 約61万円 （1935年）
- 構造 : 鉄筋コンクリート造3階建、延面積5,676m2、高さ45m
- 施設 : 
  - 大ホール（定員1,800人）
  - 中講堂（定員1,000人）
  - 小講堂（定員160人）
  - 小教室、和室、食堂、理髪室 （全館冷暖房完備）

## 沿革

### 前史
当時の京城府は電力需要が急速に高まっており、京城府の地方議会である京城府会において、電気・ガス事業を公営化する案が浮上していた。電力会社の京城電気はその案を回避するため、京城府に100万円を寄付することになった。そして、この寄付金の半分を公共文化施設の建設に費やすことになった。

### 建設
1935年（昭和10年）に建設された。設計者は東京市震災記念堂（現在の東京都慰霊堂）の設計にも関与した萩原孝一であり、当時としてはモダンな建築物であった。初代館長には朝鮮総督府理事官の金永祥が迎えられた。第2代以降は京城府職員に切り替えられた。
崔承喜や宝塚歌劇団の公演が行われたこともある。1936年（昭和11年）8月に行われたベルリンオリンピック代表選手孫基禎らの凱旋報告や、1937年（昭和12年）7月には同府を来訪したヘレン・ケラーによる講演会なども行われた。
1942年（昭和17年）に発行された『映画年鑑 昭和十七年版』によれば、同館は当時、常設映画館として使用されており、同資料のリストに記載されているが、支配人・観客定員数等についての記述はない。第二次世界大戦が始まり、戦時統制が敷かれ、同年、日本におけるすべての映画が同年2月1日に設立された社団法人映画配給社の配給になり、映画館の経営母体にかかわらずすべての映画館が紅系・白系の2系統に組み入れられるが、同資料には同館の興行系統については記述されていない。翌年発行の『映画年鑑 昭和十八年版』には同館の記載はない。

終戦直前の1945年（昭和20年）7月24日には、爆弾テロ事件が起きたことでも知られている。

### 戦後
1945年（昭和20年）8月15日、第二次世界大戦が終了し、同年9月8日から1948年（昭和23年）8月15日に大韓民国が建国されるまでの間は、在朝鮮アメリカ陸軍司令部軍政庁がこの地域を統治した。同館は米軍に接収されたが、1948年（昭和23年）8月15日に成立した大韓民国政府に所有が移り、1954年 - 1975年の時期には韓国国会の国会議事堂庁舎として、1975年以降は世宗文化会館別館として使われ、1991年以降はソウル特別市議会庁舎として使用されている。1980年の太平路拡張工事の際、通りに面した正面玄関が撤去され、建物南側に新たな出入り口が設けられたため、建物の外観は竣工当時とはやや異なる。